# Arashi/Diskografie
Diese Diskografie ist eine Übersicht über die musikalischen Werke der japanischen Band Arashi. Den Schallplattenauszeichnungen zufolge hat sie bisher mehr als 48,7 Millionen Tonträger verkauft. Ihre erfolgreichste Veröffentlichung ist die Kompilation 5×20 All the Best! 1999–2019 mit über zwei Millionen verkauften Einheiten.

## Alben

### Studioalben
| Jahr | Titel                                         | Höchstplatzierung, Gesamtwochen, AuszeichnungChartplatzierungen (Jahr, Titel, Platzierungen, Wochen, Auszeichnungen, Anmerkungen) | Höchstplatzierung, Gesamtwochen, AuszeichnungChartplatzierungen (Jahr, Titel, Platzierungen, Wochen, Auszeichnungen, Anmerkungen) | Anmerkungen                                                  |
| Jahr | Titel                                         | JP | KR | Anmerkungen                                                  |
| ---- | --------------------------------------------- | --- | --- | ------------------------------------------------------------ |
| 2001 | Arashi No.1 Ichigou: Arashi wa Arashi o Yobu! | JP1 Platin · (5 Wo.)JP | — | Erstveröffentlichung: 24. Januar 2001 Verkäufe: + 400.000    |
| 2002 | Here We Go!                                   | JP2 Gold · (8 Wo.)JP | — | Erstveröffentlichung: 17. Juli 2002 Verkäufe: + 200.000      |
| 2003 | How’s It Going?                               | JP2 Gold · (14 Wo.)JP | — | Erstveröffentlichung: 9. Juli 2003 Verkäufe: + 100.000       |
| 2004 | Iza, Now                                      | JP1 Gold · (10 Wo.)JP | — | Erstveröffentlichung: 21. Juli 2004 Verkäufe: + 100.000      |
| 2005 | One                                           | JP1 Gold · (17 Wo.)JP | — | Erstveröffentlichung: 3. August 2005 Verkäufe: + 100.000     |
| 2006 | Arashic                                       | JP1 Gold · (22 Wo.)JP | — | Erstveröffentlichung: 5. Juli 2006 Verkäufe: + 100.000       |
| 2007 | Time                                          | JP1 Platin · (86 Wo.)JP | — | Erstveröffentlichung: 11. Juli 2007 Verkäufe: + 250.000      |
| 2008 | Dream "A" Live                                | JP1 Platin · (53 Wo.)JP | — | Erstveröffentlichung: 23. April 2008 Verkäufe: + 250.000     |
| 2010 | Boku no Miteiru Fūkei                         | JP1 Diamant · (85 Wo.)JP | KR11 (2 Wo.)KR | Erstveröffentlichung: 4. August 2010 Verkäufe: + 1.000.000   |
| 2011 | Beautiful World                               | JP1 Diamant · (66 Wo.)JP | KR6 (1 Wo.)KR | Erstveröffentlichung: 6. Juli 2011 Verkäufe: + 1.000.000     |
| 2012 | Popcorn                                       | JP1 ×3Dreifachplatin · (70 Wo.)JP                                                                                                 | KR13 (1 Wo.)KR | Erstveröffentlichung: 31. Oktober 2012 Verkäufe: + 750.000   |
| 2013 | Love                                          | JP1 ×3Dreifachplatin · (41 Wo.)JP                                                                                                 | KR11 (2 Wo.)KR | Erstveröffentlichung: 23. Oktober 2013 Verkäufe: + 750.000   |
| 2014 | The Digitalian                                | JP1 ×3Dreifachplatin · (46 Wo.)JP                                                                                                 | KR29 (2 Wo.)KR | Erstveröffentlichung: 22. Oktober 2014 Verkäufe: + 750.000   |
| 2015 | Japonism                                      | JP1 Diamant · (58 Wo.)JP | KR59 (2 Wo.)KR | Erstveröffentlichung: 21. Oktober 2015 Verkäufe: + 1.000.000 |
| 2016 | Are You Happy?                                | JP1 ×3Dreifachplatin · (39 Wo.)JP                                                                                                 | KR43 (2 Wo.)KR | Erstveröffentlichung: 26. Oktober 2016 Verkäufe: + 750.000   |
| 2017 | Untitled                                      | JP1 ×3Dreifachplatin · (74 Wo.)JP                                                                                                 | KR31 (2 Wo.)KR | Erstveröffentlichung: 18. Oktober 2017 Verkäufe: + 750.000   |
| 2020 | This Is Arashi                                | JP1 ×3Dreifachplatin · (57 Wo.)JP                                                                                                 | — | Erstveröffentlichung: 3. November 2020 Verkäufe: + 750.000   |

### Kompilationen
| Jahr | Titel                               | Höchstplatzierung, Gesamtwochen, AuszeichnungChartplatzierungen (Jahr, Titel, Platzierungen, Wochen, Auszeichnungen, Anmerkungen) | Höchstplatzierung, Gesamtwochen, AuszeichnungChartplatzierungen (Jahr, Titel, Platzierungen, Wochen, Auszeichnungen, Anmerkungen) | Anmerkungen                                                 |
| Jahr | Titel                               | JP | KR | Anmerkungen                                                 |
| ---- | ----------------------------------- | --- | --- | ----------------------------------------------------------- |
| 2002 | Arashi Single Collection 1999–2001  | JP4 (29 Wo.)JP | — | Erstveröffentlichung: 16. Mai 2002                          |
| 2004 | 5x5 The Best Selection of 2002–2004 | JP1 Gold · (48 Wo.)JP | — | Erstveröffentlichung: 10. November 2004 Verkäufe: + 100.000 |
| 2009 | All the Best! 1999–2009             | JP1 Diamant · (353 Wo.)JP | — | Erstveröffentlichung: 19. August 2009 Verkäufe: + 1.000.000 |
| 2012 | Ura Ara Mania                       | — | — | Erstveröffentlichung: 20. September 2012 limitiert          |
| 2019 | 5×20 All the Best! 1999–2019        | JP1 ×2Doppeldiamant · (136 Wo.)JP                                                                                                 | KR15 (1 Wo.)KR | Erstveröffentlichung: 26. Juni 2019 Verkäufe: + 2.000.000   |
| 2021 | Ura Ara Best 1999–2007              | — | — | Erstveröffentlichung: 16. Juli 2021                         |
| 2021 | Ura Ara Best 2008–2011              | — | — | Erstveröffentlichung: 16. Juli 2021                         |
| 2021 | Ura Ara Best 2012–2015              | — | — | Erstveröffentlichung: 16. Juli 2021                         |
| 2021 | Ura Ara Best 2016–2020              | — | — | Erstveröffentlichung: 16. Juli 2021                         |

grau schraffiert: keine Chartdaten aus diesem Jahr verfügbar

### EPs
| Jahr | Titel               | Höchstplatzierung, Gesamtwochen, AuszeichnungChartplatzierungen (Jahr, Titel, Platzierungen, Wochen, Auszeichnungen, Anmerkungen) | Höchstplatzierung, Gesamtwochen, AuszeichnungChartplatzierungen (Jahr, Titel, Platzierungen, Wochen, Auszeichnungen, Anmerkungen) | Anmerkungen                            |
| Jahr | Titel               | JP | KR | Anmerkungen                            |
| ---- | ------------------- | --- | --- | -------------------------------------- |
| 2020 | Arashi Reborn Vol.1 | — | — | Erstveröffentlichung: 28. Februar 2020 |

## Singles
| Jahr | Titel Album                                                             | Höchstplatzierung, Gesamtwochen, AuszeichnungChartplatzierungen (Jahr, Titel, Album, Platzierungen, Wochen, Auszeichnungen, Anmerkungen) | Höchstplatzierung, Gesamtwochen, AuszeichnungChartplatzierungen (Jahr, Titel, Album, Platzierungen, Wochen, Auszeichnungen, Anmerkungen) | Anmerkungen                                                  |
| Jahr | Titel Album                                                             | JP | KR | Anmerkungen                                                  |
| ---- | ----------------------------------------------------------------------- | --- | --- | ------------------------------------------------------------ |
| 1999 | Arashi Arashi No.1 Ichigou: Arashi wa Arashi o Yobu!                    | JP1 ×2Doppelplatin + Gold (Streaming) · (14 Wo.)JP                                                                                       | — | Erstveröffentlichung: 3. November 1999 Verkäufe: + 800.000   |
| 2000 | Sunrise Nippon / Horizon Arashi No.1 Ichigou: Arashi wa Arashi o Yobu!  | JP1 (7 Wo.)JP | — | Erstveröffentlichung: 5. April 2000                          |
| 2000 | Typhoon Generation Arashi No.1 Ichigou: Arashi wa Arashi o Yobu!        | JP3 Platin · (9 Wo.)JP | — | Erstveröffentlichung: 12. Juli 2000 Verkäufe: + 400.000      |
| 2000 | Kansha Kangeki Ame Arashi Arashi No.1 Ichigou: Arashi wa Arashi o Yobu! | JP2 Platin · (10 Wo.)JP | — | Erstveröffentlichung: 8. November 2000 Verkäufe: + 400.000   |
| 2001 | Kimi no Tame ni Boku ga Iru Arashi Single Collection 1999–2001          | JP1 Gold · (6 Wo.)JP | — | Erstveröffentlichung: 18. April 2001 Verkäufe: + 200.000     |
| 2001 | Jidai Arashi Single Collection 1999–2001                                | JP1 Platin · (9 Wo.)JP | — | Erstveröffentlichung: 1. August 2001 Verkäufe: + 400.000     |
| 2002 | A Day in Our Life Here We Go!                                           | JP1 Platin · (11 Wo.)JP | — | Erstveröffentlichung: 6. Februar 2002 Verkäufe: + 400.000    |
| 2002 | Nice na Kokoroiki Here We Go!                                           | JP1 (14 Wo.)JP | — | Erstveröffentlichung: 17. April 2002                         |
| 2002 | Pikanchi How’s It Going?                                                | JP1 (22 Wo.)JP | — | Erstveröffentlichung: 17. Oktober 2002                       |
| 2003 | Tomadoi Nagara How’s It Going?                                          | JP2 Gold · (13 Wo.)JP | — | Erstveröffentlichung: 13. Februar 2003 Verkäufe: + 200.000   |
| 2003 | Hadashi no Mirai / Kotoba Yori Taisetsu na Mono Iza, Now!               | JP2 Platin · (18 Wo.)JP | — | Erstveröffentlichung: 3. September 2003 Verkäufe: + 250.000  |
| 2004 | Pikanchi Double Iza, Now!                                               | JP1 Gold · (19 Wo.)JP | — | Erstveröffentlichung: 18. Februar 2004 Verkäufe: + 100.000   |
| 2004 | Hitomi no Naka no Galaxy / Hero 5x5 The Best Selection of 2002–2004     | JP1 Platin · (12 Wo.)JP | — | Erstveröffentlichung: 18. August 2003 Verkäufe: + 250.000    |
| 2005 | Sakura Sake One                                                         | JP1 Gold · (15 Wo.)JP | — | Erstveröffentlichung: 23. März 2005 Verkäufe: + 100.000      |
| 2005 | Wish Arashic                                                            | JP1 Platin · (29 Wo.)JP | — | Erstveröffentlichung: 16. November 2005 Verkäufe: + 250.000  |
| 2006 | Kitto Daijōbu Arashic                                                   | JP1 Gold · (15 Wo.)JP | — | Erstveröffentlichung: 17. Mai 2006 Verkäufe: + 100.000       |
| 2006 | Aozora Pedal Time                                                       | JP1 Platin · (13 Wo.)JP | — | Erstveröffentlichung: 2. August 2006 Verkäufe: + 250.000     |
| 2007 | Love So Sweet Time                                                      | JP1 ×2Doppelplatin + Platin (Streaming) · (86 Wo.)JP                                                                                     | — | Erstveröffentlichung: 21. Februar 2017 Verkäufe: + 500.000   |
| 2007 | We Can Make It! Time                                                    | JP1 Gold · (13 Wo.)JP | — | Erstveröffentlichung: 2. Mai 2007 Verkäufe: + 100.000        |
| 2007 | Happiness Dream "A" Live                                                | JP1 Platin + Gold (Streaming) · (61 Wo.)JP                                                                                               | — | Erstveröffentlichung: 5. September 2007 Verkäufe: + 250.000  |
| 2008 | Step and Go Dream "A" Live                                              | JP1 Platin · (16 Wo.)JP | — | Erstveröffentlichung: 20. Februar 2018 Verkäufe: + 250.000   |
| 2008 | One Love All the Best! 1999–2009                                        | JP1 ×2Doppelplatin + Gold (Streaming) · (61 Wo.)JP                                                                                       | — | Erstveröffentlichung: 25. Juni 2008 Verkäufe: + 500.000      |
| 2008 | Truth / Kaze no Mukō e All the Best! 1999–2009                          | JP1 ×2Doppelplatin · (49 Wo.)JP | — | Erstveröffentlichung: 20. August 2008 Verkäufe: + 500.000    |
| 2008 | Beautiful Days All the Best! 1999–2009                                  | JP1 ×2Doppelplatin · (40 Wo.)JP | — | Erstveröffentlichung: 5. November 2008 Verkäufe: + 500.000   |
| 2009 | Believe / Kumorinochi, Kaisei Dream "A" Live                            | JP1 ×2Doppelplatin · (46 Wo.)JP | — | Erstveröffentlichung: 4. März 2009 Verkäufe: + 500.000       |
| 2009 | Ashita no Kioku / Crazy Moon (Kimi wa Muteki) All the Best! 1999–2009   | JP1 ×2Doppelplatin · (23 Wo.)JP | — | Erstveröffentlichung: 27. Mai 2009 Verkäufe: + 500.000       |
| 2009 | Everything Boku no Miteiru Fūkei                                        | JP1 Platin · (47 Wo.)JP | — | Erstveröffentlichung: 1. Juli 2009 Verkäufe: + 250.000       |
| 2009 | My Girl Boku no Miteiru Fūkei                                           | JP1 ×2Doppelplatin · (30 Wo.)JP | — | Erstveröffentlichung: 11. November 2009 Verkäufe: + 500.000  |
| 2010 | Troublemaker Boku no Miteiru Fūkei                                      | JP1 ×2Doppelplatin · (41 Wo.)JP | KR7 (2 Wo.)KR | Erstveröffentlichung: 3. März 2010 Verkäufe: + 500.000       |
| 2010 | Monster Boku no Miteiru Fūkei                                           | JP1 ×2Doppelplatin + Gold (Streaming) · (46 Wo.)JP                                                                                       | KR12 (1 Wo.)KR | Erstveröffentlichung: 19. Mai 2010 Verkäufe: + 500.000       |
| 2010 | To Be Free Beautiful World                                              | JP1 ×2Doppelplatin · (30 Wo.)JP | KR19 (1 Wo.)KR | Erstveröffentlichung: 7. Juli 2010 Verkäufe: + 500.000       |
| 2010 | Love Rainbow Beautiful World                                            | JP1 ×2Doppelplatin · (25 Wo.)JP | KR30 (1 Wo.)KR | Erstveröffentlichung: 8. September 2010 Verkäufe: + 500.000  |
| 2010 | Dear Snow Beautiful World                                               | JP1 ×2Doppelplatin · (21 Wo.)JP | KR38 (1 Wo.)KR | Erstveröffentlichung: 6. Oktober 2010 Verkäufe: + 500.000    |
| 2010 | Hatenai Sora Beautiful World                                            | JP1 ×2Doppelplatin · (28 Wo.)JP | KR35 (1 Wo.)KR | Erstveröffentlichung: 10. November 2010 Verkäufe: + 500.000  |
| 2011 | Lotus Boku no Miteiru Fūkei                                             | JP1 ×2Doppelplatin · (19 Wo.)JP | KR29 (1 Wo.)KR | Erstveröffentlichung: 23. Februar 2011 Verkäufe: + 500.000   |
| 2011 | Meikyū Love Song Popcorn                                                | JP1 ×2Doppelplatin · (30 Wo.)JP | KR20 (1 Wo.)KR | Erstveröffentlichung: 2. November 2011 Verkäufe: + 500.000   |
| 2012 | Wild at Heart Popcorn                                                   | JP1 ×2Doppelplatin · (29 Wo.)JP | KR14 (1 Wo.)KR | Erstveröffentlichung: 7. März 2012 Verkäufe: + 500.000       |
| 2012 | Face Down Popcorn                                                       | JP1 ×2Doppelplatin · (23 Wo.)JP | KR36 (1 Wo.)KR | Erstveröffentlichung: 9. Mai 2012 Verkäufe: + 500.000        |
| 2012 | Your Eyes Popcorn                                                       | JP1 ×2Doppelplatin · (20 Wo.)JP | KR35 (1 Wo.)KR | Erstveröffentlichung: 6. Juni 2012 Verkäufe: + 500.000       |
| 2013 | Calling / Breathless Love                                               | JP1 ×3Dreifachplatin · (20 Wo.)JP | KR20 (1 Wo.)KR | Erstveröffentlichung: 6. März 2013 Verkäufe: + 750.000       |
| 2013 | Endless Game Love                                                       | JP1 ×2Doppelplatin · (28 Wo.)JP | KR25 (2 Wo.)KR | Erstveröffentlichung: 29. Mai 2013 Verkäufe: + 500.000       |
| 2014 | Bittersweet The Digitalian                                              | JP1 ×2Doppelplatin · (20 Wo.)JP | KR35 (2 Wo.)KR | Erstveröffentlichung: 12. Februar 2014 Verkäufe: + 500.000   |
| 2014 | Guts! The Digitalian                                                    | JP1 ×2Doppelplatin · (44 Wo.)JP | KR57 (1 Wo.)KR | Erstveröffentlichung: 30. April 2014 Verkäufe: + 500.000     |
| 2014 | Daremo Shiranai The Digitalian                                          | JP1 ×2Doppelplatin · (17 Wo.)JP | KR48 (1 Wo.)KR | Erstveröffentlichung: 28. Mai 2014 Verkäufe: + 500.000       |
| 2015 | Sakura Japonism                                                         | JP1 ×2Doppelplatin · (14 Wo.)JP | KR68 (1 Wo.)KR | Erstveröffentlichung: 25. Februar 2015 Verkäufe: + 500.000   |
| 2015 | Aozora no Shita, Kimi no Tonari Japonism                                | JP1 ×2Doppelplatin · (24 Wo.)JP | KR56 (1 Wo.)KR | Erstveröffentlichung: 13. Mai 2015 Verkäufe: + 500.000       |
| 2015 | Ai o Sakebe Are You Happy?                                              | JP1 ×2Doppelplatin · (38 Wo.)JP | KR62 (1 Wo.)KR | Erstveröffentlichung: 2. September 2015 Verkäufe: + 500.000  |
| 2016 | Fukkatsu Love Are You Happy?                                            | JP1 ×2Doppelplatin · (17 Wo.)JP | KR77 (1 Wo.)KR | Erstveröffentlichung: 24. Februar 2016 Verkäufe: + 500.000   |
| 2016 | I Seek / Daylight Are You Happy?                                        | JP1 ×3Dreifachplatin · (26 Wo.)JP | KR68 (1 Wo.)KR | Erstveröffentlichung: 18. Mai 2016 Verkäufe: + 750.000       |
| 2016 | Power of the Paradise Untitled                                          | JP1 ×2Doppelplatin · (31 Wo.)JP | KR76 (1 Wo.)KR | Erstveröffentlichung: 14. September 2016 Verkäufe: + 500.000 |
| 2017 | I’ll Be There Untitled                                                  | JP1 ×2Doppelplatin · (16 Wo.)JP | KR66 (1 Wo.)KR | Erstveröffentlichung: 19. April 2017 Verkäufe: + 500.000     |
| 2017 | Tsunagu Untitled                                                        | JP1 Platin · (19 Wo.)JP | KR75 (1 Wo.)KR | Erstveröffentlichung: 28. Juni 2017 Verkäufe: + 250.000      |
| 2017 | Doors (Yūki no Kiseki) 5x20 All the Best!! 1999–2019                    | JP1 ×2Doppelplatin · (24 Wo.)JP | KR58 (1 Wo.)KR | Erstveröffentlichung: 8. November 2017 Verkäufe: + 500.000   |
| 2018 | Find the Answer 5x20 All the Best!! 1999–2019                           | JP1 Platin · (23 Wo.)JP | KR45 (1 Wo.)KR | Erstveröffentlichung: 21. Februar 2018 Verkäufe: + 250.000   |
| 2018 | Natsu Hayate 5x20 All the Best!! 1999–2019                              | JP1 ×2Doppelplatin · (31 Wo.)JP | KR46 (1 Wo.)KR | Erstveröffentlichung: 25. Juli 2018 Verkäufe: + 500.000      |
| 2018 | Kimi no Uta 5x20 All the Best!! 1999–2019                               | JP1 Platin · (36 Wo.)JP | KR43 (1 Wo.)KR | Erstveröffentlichung: 24. Oktober 2018 Verkäufe: + 250.000   |
| 2019 | Brave This Is Arashi                                                    | JP1 ×3Dreifachplatin · (27 Wo.)JP | KR55 (1 Wo.)KR | Erstveröffentlichung: 11. September 2019 Verkäufe: + 750.000 |
| 2019 | Turning Up This Is Arashi                                               | JP— Gold (Streaming)JP | — | Erstveröffentlichung: 11. September 2019                     |
| 2020 | Kite This Is Arashi                                                     | JP1 Diamant + Gold (Streaming) · (85 Wo.)JP                                                                                              | — | Erstveröffentlichung: 29. Juli 2020 Verkäufe: + 1.000.000    |

grau schraffiert: keine Chartdaten aus diesem Jahr verfügbar

## Videoalben
| Jahr | Titel                                                              | Höchstplatzierung, Gesamtwochen, AuszeichnungChartsChartplatzierungen (Jahr, Titel, Platzierungen, Wochen, Auszeichnungen, Anmerkungen) | Anmerkungen                                                    |
| Jahr | Titel                                                              | JP | Anmerkungen                                                    |
| ---- | ------------------------------------------------------------------ | --- | -------------------------------------------------------------- |
| 2000 | Suppin Arashi                                                      | — | Erstveröffentlichung: 28. Juni 2000                            |
| 2002 | All or Nothing                                                     | JP1 (2 Wo.)JP | Erstveröffentlichung: 12. Juni 2002                            |
| 2003 | How’s it going? Summer Concert 2003                                | JP5 (336 Wo.)JP | Erstveröffentlichung: 17. Dezember 2003                        |
| 2005 | 2004 Arashi! Iza, Now Tour!!                                       | JP3 Gold · (395 Wo.)JP | Erstveröffentlichung: 1. Januar 2005 Verkäufe: + 100.000       |
| 2007 | Arashi Around Asia Thailand-Taiwan-Korea                           | JP1 Gold · (174 Wo.)JP | Erstveröffentlichung: 23. Mai 2007 Verkäufe: + 100.000         |
| 2007 | Arashi Around Asia+ in Dome                                        | JP2 Platin · (247 Wo.)JP | Erstveröffentlichung: 17. Oktober 2007 Verkäufe: + 250.000     |
| 2008 | Summer Tour 2007 Final Time: Kotoba no Chikara                     | JP1 Platin · (470 Wo.)JP | Erstveröffentlichung: 16. April 2008 Verkäufe: + 250.000       |
| 2009 | Arashi Around Asia 2008 in Tokyo                                   | JP1 Platin · (350 Wo.)JP | Erstveröffentlichung: 25. März 2009 Verkäufe: + 250.000        |
| 2009 | 5x10 All the Best! Clips 1999–2009                                 | JP1 ×2Doppelplatin · (262 Wo.)JP | Erstveröffentlichung: 28. Oktober 2009 Verkäufe: + 500.000     |
| 2010 | Arashi Anniversary Tour 5×10                                       | JP1 ×2Doppelplatin · (383 Wo.)JP | Erstveröffentlichung: 7. April 2010 Verkäufe: + 500.000        |
| 2011 | Arashi 10–11 Tour "Scene": Kimi to Boku no Miteiru Fūkei – Stadium | JP1 ×3Dreifachplatin · (103 Wo.)JP | Erstveröffentlichung: 26. Januar 2011 Verkäufe: + 750.000      |
| 2011 | Arashi 10–11 Tour "Scene": Kimi to Boku no Miteiru Fūkei – Dome    | JP1 ×2Doppelplatin · (90 Wo.)JP | Erstveröffentlichung: 15. Juni 2011 Verkäufe: + 500.000        |
| 2012 | Arashi Live Tour Beautiful World                                   | JP1 ×2Doppelplatin · (75 Wo.)JP | Erstveröffentlichung: 23. Mai 2012 Verkäufe: + 500.000         |
| 2012 | Arashi Arafes National Stadium 2012                                | JP1 ×2Doppelplatin · (186 Wo.)JP | Erstveröffentlichung: 26. Dezember 2012 Verkäufe: + 500.000    |
| 2013 | Arashi Live Tour Popcorn                                           | JP1 ×2Doppelplatin · (175 Wo.)JP | Erstveröffentlichung: 24. April 2013 Verkäufe: + 500.000       |
| 2014 | Arashi Arafes’13 National Stadium 2013                             | JP1 ×3Dreifachplatin · (128 Wo.)JP | Erstveröffentlichung: 21. Mai 2014 Verkäufe: + 750.000         |
| 2014 | Arashi Live Tour 2013 "Love"                                       | JP1 ×2Doppelplatin · (92 Wo.)JP | Erstveröffentlichung: 30. Juli 2014 Verkäufe: + 500.000        |
| 2015 | Arashi Blast in Hawaii                                             | JP1 ×2Doppelplatin · (168 Wo.)JP | Erstveröffentlichung: 15. April 2015 Verkäufe: + 500.000       |
| 2015 | Arashi Live Tour 2014 The Digitalian                               | JP1 ×2Doppelplatin · (113 Wo.)JP | Erstveröffentlichung: 29. Juli 2015 Verkäufe: + 500.000        |
| 2016 | Arashi Blast in Miyagi                                             | JP1 ×2Doppelplatin · (93 Wo.)JP | Erstveröffentlichung: 1. Januar 2016 Verkäufe: + 500.000       |
| 2016 | Arashi Live Tour 2015 Japonism                                     | JP1 ×2Doppelplatin · (160 Wo.)JP | Erstveröffentlichung: 24. August 2016 Verkäufe: + 500.000      |
| 2017 | Arashi Live Tour 2016–2017 Are You Happy?                          | JP1 ×3Dreifachplatin · (183 Wo.)JP | Erstveröffentlichung: 31. Mai 2017 Verkäufe: + 750.000         |
| 2018 | Arashi Live Tour 2017–2018 (Untitled)                              | JP1 ×3Dreifachplatin · (143 Wo.)JP | Erstveröffentlichung: 13. Juni 2018 Verkäufe: + 750.000        |
| 2019 | 5x20 All the Best! Clips 1999–2019                                 | JP1 ×3Dreifachplatin · (96 Wo.)JP | Erstveröffentlichung: 16. Oktober 2019 Verkäufe: + 750.000     |
| 2020 | Arashi Anniversary Tour 5×20                                       | JP1 Diamant · (84 Wo.)JP | Erstveröffentlichung: 30. September 2020 Verkäufe: + 1.000.000 |
| 2021 | Arafes 2020 at National Stadium                                    | JP1 ×3Dreifachplatin · (58 Wo.)JP | Erstveröffentlichung: 28. Juli 2021 Verkäufe: + 750.000        |
| 2021 | This is Arashi Live 2020.12.31                                     | JP1 ×3Dreifachplatin · (104 Wo.)JP | Erstveröffentlichung: 29. Dezember 2021 Verkäufe: + 750.000    |

## Musikvideos
| Jahr | Titel                           | Regisseur(e)           |
| ---- | ------------------------------- | ---------------------- |
| 1999 | Arashi                          | Kensuke Kawamura       |
| 2000 | Sunrise Nippon                  | Kensuke Kawamura       |
| 2000 | Typhoon Generation              | Tetsurō Takeuchi       |
| 2000 | Kansha Kangeki Ame Arashi       | Yō Ōhashi              |
| 2001 | Kimi no Tame ni Boku ga Iru     | Yasuyuki Yamaguchi     |
| 2001 | Jidai                           | Takamasa Takimoto      |
| 2002 | A Day in Our Life               | Kensuke Kawamura       |
| 2002 | Nice na Kokoroiki               | Kensuke Kawamura       |
| 2002 | Pikanchi                        | Yukihiko Tsutsumi      |
| 2002 | All or Nothing                  | Tetsuya Satō           |
| 2003 | Tomadoi Nagara                  | Tetsuo Inoue           |
| 2003 | Hadashi no Mirai                | Tetsuya Satō           |
| 2003 | Kotoba Yori Taisetsu na Mono    | Tetsuya Satō           |
| 2004 | Lucky Man                       | Kensuke Kawamura       |
| 2004 | Pikanchi Double                 | Tetsuya Satō           |
| 2004 | Hitomi no Naka no Galaxy        | Akihisa Takagi         |
| 2004 | Hero                            | Akihisa Takagi         |
| 2005 | Sakura Sake                     | Hideaki Sunaga         |
| 2005 | Wish                            | Choku                  |
| 2006 | Kitto Daijōbu                   | Yasuhiko Shimizu       |
| 2006 | Aozora Pedal                    | Choku                  |
| 2007 | Love So Sweet                   | Yasuyuki Yamaguchi     |
| 2007 | We Can Make It!                 | Hideaki Fukui          |
| 2007 | Happiness                       | Choku                  |
| 2008 | Step and Go                     | Kensuke Kawamura       |
| 2008 | One Love                        | Hideaki Fukui, Sorairo |
| 2008 | Truth                           | Hideaki Sunaga         |
| 2008 | Kaze no Mukō e                  | Hideaki Sunaga         |
| 2008 | Beautiful Days                  | Tarō Okagawa           |
| 2009 | Believe                         | Hideaki Sunaga         |
| 2009 | Believe (Animated Version)      | Tatsunoko Production   |
| 2009 | Ashita no Kioku                 | Daisuke Shimada        |
| 2009 | Crazy Moon (Kimi wa Muteki)     | Hideaki Sunaga         |
| 2009 | Everything                      | Choku                  |
| 2009 | My Girl                         | Yasuyuki Yamaguchi     |
| 2010 | Troublemaker                    | Choku                  |
| 2010 | Monster                         | Hideaki Sunaga         |
| 2010 | To Be Free                      | Tarō Okagawa           |
| 2010 | Love Rainbow                    | Hideaki Sunaga         |
| 2010 | Dear Snow                       | Choku                  |
| 2010 | Hatenai Sora                    | Yōki Watanabe          |
| 2011 | Lotus                           |                        |
| 2011 | Mada Minu Sekai e               | Kensuke Kawamura       |
| 2011 | Meikyū Love Song                |                        |
| 2012 | Wild at Heart                   | Kensuke Kawamura       |
| 2012 | Face Down                       | Kensuke Kawamura       |
| 2012 | Your Eyes                       | Hideaki Sunaga         |
| 2013 | Calling                         | Kensuke Kawamura       |
| 2013 | Breathless                      | Hideaki Sunaga         |
| 2013 | Endless Game                    | Kensuke Kawamura       |
| 2013 | P・A・R・A・D・O・X             | Shūichi Banba          |
| 2014 | Bittersweet                     |                        |
| 2014 | Guts!                           | Choku                  |
| 2014 | Daremo Shiranai                 | Kensuke Kawamura       |
| 2014 | Zero-G                          |                        |
| 2015 | Sakura                          |                        |
| 2015 | Aozora no Shita, Kimi no Tonari |                        |
| 2015 | Ai o Sakebe                     | Kensuke Kawamura       |
| 2015 | Kokoro no Sora                  |                        |
| 2016 | I Seek                          |                        |
| 2016 | Daylight                        | Takuya Tada            |
| 2016 | Power of the Paradise           |                        |
| 2016 | Don’t You Get It?               |                        |
| 2017 | I’ll Be There                   |                        |
| 2017 | Tsunagu                         |                        |
| 2017 | Mikan                           | Kento Yamada           |
| 2017 | Doors (Yūki no Kiseki)          |                        |
| 2017 | Now or Never                    |                        |
| 2018 | Find the Answer                 |                        |
| 2018 | Natsu Hayate                    |                        |
| 2018 | Kimi no Uta                     |                        |
| 2019 | 5x20                            |                        |
| 2019 | Brave                           | Hideaki Sunaga         |
| 2019 | Turning Up                      | Nev Todorovic          |
| 2020 | A-ra-shi: Reborn                |                        |
| 2020 | Turning Up (R3hab Remix)        |                        |
| 2020 | In the Summer                   | Ukon Kamimura          |
| 2020 | Kite                            | Kazuaki Seki           |
| 2020 | Whenever You Call               | Hideaki Sunaga         |
| 2020 | Party Starters                  | Ukyo Inaba             |
| 2020 | Do You…?                        | Kensuke Kawamura       |

## Statistik

### Chartauswertung
|                     | JP     | KR    |
| ------------------- | ------ | ----- |
| Nummer-eins-Alben   | JP18JP | KR—KR |
| Top-10-Alben        | JP21JP | KR1KR |
| Alben in den Charts | JP21JP | KR9KR |

|                       | JP     | KR     |
| --------------------- | ------ | ------ |
| Nummer-eins-Singles   | JP54JP | KR—KR  |
| Top-10-Singles        | JP58JP | KR1KR  |
| Singles in den Charts | JP58JP | KR29KR |

|                          | JP     |
| ------------------------ | ------ |
| Nummer-eins-Videoalben   | JP23JP |
| Top-10-Videoalben        | JP26JP |
| Videoalben in den Charts | JP26JP |

### Auszeichnungen für Musikverkäufe
Anmerkung: Auszeichnungen in Ländern aus den Charttabellen bzw. Chartboxen sind in ebendiesen zu finden.
| Land/RegionAuszeichnungen für Musikverkäufe (Land/Region, Auszeichnungen, Verkäufe, Quellen) | Gold       | Platin         | Diamant     | Verkäufe   | Quellen        |
| -------------------------------------------------------------------------------------------- | ---------- | -------------- | ----------- | ---------- | -------------- |
| Japan (RIAJ)                                                                                 | 20× Gold20 | 153× Platin153 | 8× Diamant8 | 48.750.000 | riaj.or.jp JP2 |
| Insgesamt                                                                                    | 20× Gold20 | 153× Platin153 | 8× Diamant8 |            |                |